# European Digital Rights
European Digital Rights (EDRi) es una agrupación internacional de organizaciones a favor de los derechos civiles con sede en Bruselas, Bélgica. Fue fundado en junio de 2002 en Berlín por diez ONG  de siete países distintos.
El objetivo de EDRi es confrontar entidades tanto privadas como gubernamentales que hacen mal uso de su autoridad para dominar o influir en la población. Lo logran defendiendo regulaciones sólidas y respetadas, educando y movilizando a las personas, fomentando un sector tecnológico transparente y responsable y uniendo una coalición de grupos e individuos dedicados a salvaguardar las libertades y los derechos digitales en una sociedad interconectada.

## Historia
European Digital Rights (EDRi) es una asociación internacional sin ánimo de lucro registrada en Bélgica.
European Digital Rights fue fundada en junio de 2002 debido a la creciente concienciación de la importancia que la política europea tiene en el entorno digital. European Digital Rights fue creada para dar respuesta a algunos de los primeros desafíos en esta esfera política.
Los miembros fundadores de la junta directiva fueron Maurice Wessling, de Bits of Freedom; Andy Müller-Maguhn, de Chaos Computer Club; y Meryem Marzouki, de Imaginons un réseau Internet solidaire. Desde sus orígenes, EDRi ha crecido de manera significativa. 
En octubre de 2014, 34 organizaciones para la defensa de la privacidad y derechos digitales procedentes de 19 países diferentes en Europa son miembros de EDRi. 
La organización sigue creciendo. La necesidad de cooperación entre las organizaciones para la defensa de los derechos digitales que están activas en Europa no cesa de aumentar, ya que las Instituciones europeas u otras instituciones internacionales que tienen un gran impacto en Europa están proponiendo más normas sobre el Internet, los derechos de autor y la privacidad.

## Actividades

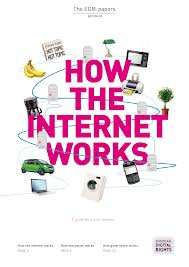
EDRi's booklet - How the Internet works

El objetivo de EDRi es promover, proteger y defender los derechos civiles en el ámbito de las tecnologías de la información y la comunicación.
Esto engloba muchos asuntos relacionados con la privacidad y los derechos digitales, que van desde la conservación de datos a los derechos de autor y patentes de software; desde el derecho a la protección de datos y la privacidad a la libertad de expresión en línea; desde la ejecución no judicial (privatizada) a la seguridad informática.
EDRi provee una voz firme de la sociedad civil y una plataforma para asegurar que la política europea, que tiene un impacto sobre el ámbito digital, de conformidad con los derechos fundamentales.
 
Recientemente, EDRi señaló problemas que el régimen actual de gestión colectiva de derechos trae para los derechos fundamentales y las implicaciones de privacidad del seguimiento en línea. La organización continúa defendiendo el derecho de los ciudadanos a la copia privada, la privacidad de los pasajeros y el derecho a la libertad de expresión en los debates sobre la notificación y retirada en Europa. EDRi respalda que el acceso de los ciudadanos al contenido audiovisual en línea sea mejorado y promueve la protección jurídica de la neutralidad de la red en Europa. Asimismo, EDRi lucha a favor de la actualización de los derechos de autor en la era digital y contra la conservación generalizada de datos de comunicaciones.
Además de las publicaciones periódicas, como los folletos conocidos como “los artículos de EDRi” (EDRi papers en inglés), EDRi publica un boletín informativo sobre los derechos digitales en Europa cada dos semanas al que denominan “EDRi-gram”.

## Campañas
EDRi organiza campañas de sensibilización en asuntos relacionados con las tecnologías de la información y la comunicación tratados tanto a nivel de las Instituciones europeas como a nivel global.
Entre las campañas clave organizadas por European Digital Rights, se encuentran las lanzadas en 2003 y 2011 contra el registro de los nombres de los pasajeros (Passenger Name Records (PNR), en inglés); en 2005, contra la conservación de datos y en 2010, a favor de una reforma de los derechos de autor.
EDRi ha participado activamente en la gran campaña contra ACTA, que acabó con el rechazo de la propuesta por parte del Parlamento Europeo en julio de 2012.
European Digital Rights y sus miembros están luchando actualmente por un Reglamento europeo de protección de datos. Por medio de una plataforma de sensibilización, los ciudadanos pueden contactar miembros del Parlamento Europeo, representando a su país para pedirles que defiendan los derechos fundamentales a la privacidad y a la protección de datos.

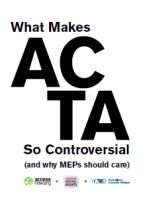
Campaña contra el ACTA

## Miembros
La afiliación a la red de European Digital Rights está limitada a asociaciones sin ánimo de lucro y a organizaciones no gubernamentales, cuyos objetivos incluyen la protección y la promoción de los derechos civiles en el ámbito de las tecnologías de la información y la comunicación.
Los miembros de European Digital Rights que se han unido para defender los derechos civiles en la sociedad de la información son:
 Alemania
Chaos Computer Club (CCC e.V.)
Digitalcourage | (anteriormente Foebud)
Digitale Gesellschaft
Forum InformatikerInnen für Frieden und gesellschaftliche Verantwortung (FIfF e.V.)
Förderverein Informationstechnik und Gesellschaft (FITUG e.V.)
 Austria
Initiative für Netzfreiheit (IfNf)
quintessenz
VIBE!AT
 Bélgica
Liga voor Mensenrechten
 Bulgaria
Internet Society Bulgaria
 Dinamarca
The IT-Political Association of Denmark (IT-Pol)
 Eslovaquia
Society for Open Internet Technologies
 Estados Unidos
Electronic Frontier Foundation (EFF) – con una oficina Europea en  Bélgica
 España
Pangea.org- Comunicació per a la Cooperació
Nodo50
Xnet
 Finlandia
Electronic Frontier Finland (EFFI)
Internacional
Access – con una oficina europea en  Bélgica
 Italia
ALCEI
 Irlanda
Digital Rights Ireland
 Países Bajos
Bits of Freedom
Vrijschrift
 Polonia
Modern Poland Foundation, Fundacja Nowoczesna Polska
Panoptykon Foundation
 Portugal
Associação Nacional para o Software Livre (ANSOL)
 Reino Unido
Article 19
Foundation for Information Policy Research (FIPR)
GreenNet
Open Rights Group
Statewatch
República Checa
Iuridicum Remedium
Macedonia
Metamorphosis
 Rumania
Association for Technology and Internet
 Suecia
DFRI
 Turquía
Alternatif Bilişim Derneği (Alternatif Bilişim)

## Financiación
EDRi se financia mediante las cuotas de sus miembros y donaciones procedentes del público en general. La organización recibe financiación de Open Society Foundations y de la Adessium Foundation.